# Harrison Dillard
William Harrison Dillard (ur. 8 lipca 1923 w Cleveland, zm. 15 listopada 2019 tamże) – amerykański lekkoatleta, sprinter i płotkarz, czterokrotny mistrz olimpijski.

## Przebieg kariery
W 1941 rozpoczął naukę w Baldwin-Wallace College w Berea. Dwa lata później został powołany do wojska. Po zakończeniu służby powrócił do college’u i trenowania lekkiej atletyki. Odnosił sukcesy zwłaszcza w biegach płotkarskich. Był mistrzem USA (AAU) na 120 jardów przez płotki i 220 jardów przez płotki w 1946 i 1947.
Pomimo serii 82 kolejnych zwycięstw w biegach płotkarskich Dillard nie zakwalifikował się do reprezentacji USA w biegu na 110 metrów przez płotki na  igrzyska olimpijskie w 1948 w Londynie, ponieważ przegrał zawody kwalifikacyjne. Zajął w nich jednak 3. miejsce w biegu na 100 metrów i w tej konkurencji wystąpił na igrzyskach. Zdobył w niej złoty medal po minimalnym zwycięstwie nad innym Amerykaninem Barneyem Ewellem (wynikiem 10,3 s wyrównał rekord olimpijski). Drugie zwycięstwo odniósł w sztafecie 4 × 100 metrów.
Nie bronił tytułu na 100 metrów na igrzyskach w 1952 w Helsinkach, lecz wystąpił na 110 metrów przez płotki oraz w sztafecie 4 × 100 m. W obu konkurencjach został mistrzem olimpijskim.
Jest jedynym do tej pory lekkoatletą, który zdobył mistrzostwo olimpijskie na 100 m i 110 m przez płotki. Był czterokrotnym rekordzistą świata – w biegu na 200 m przez płotki na prostej (22,3 w 1947) oraz 3 razy na dystansach jardowych.

## Rekordy życiowe
źródło:
- 100 m – 10,50 s. (1948)
- 110 m ppł – 13,6 s. (1948)